# 五股二交流道
五股二交流道位於臺灣台64線的交流道，指標為11K，於2009年1月12日通車，交流道形式為雙葉型，連接市道108號，可轉接國道一號之五股交流道或台65線之五股端，可通往五股區五股市區、更寮與蘆洲區。
|          | 11 五股二 |  | 蘆洲 五股 |
| 更寮     | 11 五股二 |  |           |
| 高速公路 | 11 五股二 |  |           |

## 鄰近公路
- 國道一號：五股交流道
- 台65線：五股端
- 市道107號
- 市道107甲線
- 市道108號

## 外部連結
- 台64線五股二交流道示意圖 （页面存档备份，存于）（交通部公路總局）